# 假面騎士555 消失的天堂
《劇場版 假面騎士555 消失的天堂》是《假面騎士555》的獨立劇場版。日本地區於2003年8月16日在東映院線作全國上映。
此外日本同步上映《爆龍戰隊暴連者》劇場版《劇場版 爆龍戰隊暴連者 DELUXE 暴連者的暑假好冰喔!》。

## 故事概要
在不久的將來，某一個國家，世界差不多已被「操冥使徒」（Orphnoch）所統治，而活下來的人類只有兩千餘人，躲藏在廢墟般的居住區，過著不知何時會被操冥使徒襲擊的日子。其中不甘於現狀的部份人類，組成了人類解放軍，頑強地對抗著操冥使徒。

人類間流傳著一個傳說：「有一天救世主Faiz會回來，斬裂黑暗，為世界帶來光明。」

在絕望的抗戰中，傳來了SmartBrain公司開發出極強武器「帝王的腰帶」的謠言，究竟「帝王的腰帶」會為人類帶來更深的絕望，還是……。

本作是以《假面騎士555》電視版延伸出來的平行故事，因此劇情發展和電視版不同。
故事的主題和電視版一樣，圍繞在兩種物種：「人類」與「操冥使徒」之間的愛恨情仇打轉。但和電視版不同的是「人類」與「操冥使徒」間立場互換，人類才是少數且弱勢。再加上原本人類的肉體能力就遠低於操冥使徒，進而點出絕望的環境與人類對救世主傳說的各種想法。
因為沿用電視版設定，本作許多的劇情引爆點都和電視版重疊，像是木場的二段變化、乾巧的身分和Faiz的第二強化型態等。但在公開時間上，本作的上映時間比電視版相對集數的播放時間早，造成了劇場版間接洩漏了電視版的伏筆和劇情。

## 登場角色

### 電視版舊有人物
劇場版的世界觀及人物設定與電視版有些微的差異。
 （いぬい たくみ）- 半田健人（台灣CV：夏治世）
18歳。假面騎士Faiz的變身者，和園田真理一起被量產騎士部隊襲擊後失蹤。再次出場時失去了「巧」的記憶，而以「隆」這個身份和Mina一起以手工製鞋維生。在化裝舞會遇到真理而恢復了巧的記憶。
對人類解放軍強加的「救世主」頭銜表現出一副不耐煩又沒幹勁的態度，個性和TV版時相同。
Faiz歸來後，操冥使徒的襲擊不減反增，使人類解放軍把巧當成瘟神般對待。在沒有其他人類願意協助的情況下，巧善意的甩開啟太郎，單獨前往挑戰犀牛操冥使徒（激情態）與「帝王的腰帶」，營救真理。與Orga（木場）戰鬥時Faiz的變身被解除而變身成狼操冥使徒（疾走態）迎戰，曝露出自己也是操冥使徒的事實。但在真理依然願意相信自己，大聲吶喊救世主Faiz傳說的鼓舞下，重拾變身器，變身成假面騎士 Faiz Blaster Form，以必殺技『Blaster Crimson Smash』擊破木場的『Orga St-Rush』。並在木場捨命的援護下，用必殺技『Phonton Buster』消滅了犀牛操冥使徒。在真理詢問自己和巧（人類和操冥使徒）接下來該如何時，說出：「就走到能走的地方吧」，和真理一起消失在眾操冥使徒面前。
園田真理 （そのだ まり）- 芳賀優里亞（台灣CV：楊凱凱）
16歳。人類解放軍的核心人物。深信巧一定會回來解救大家而造成救世主Faiz傳說在人類間傳開。
想為缺乏希望的人類們注入活力而舉辦了化妝舞會，卻意外找回失蹤的乾巧。雖然理解並支持木場的理想，但私底下也承認無法打從心裡信任操冥使徒。身為人類解放軍的精神象徵，被SmartBrain抓去公開處刑。在得知一直深信的巧的真實身分是操冥使徒後相當動搖，但最後仍然選擇繼續相信巧。和巧一起離開。
聲音和樣貌被SmartLady模仿，用以欺騙木場勇治。
菊地啓太郎 （きくち けいたろう）- 溝呂木賢（台灣CV：陳旭昇）
21歳。人類解放軍的成員之一。繼承電視版設定，與巧和真理是舊識。
為了保護真理，喝下聲稱「讓不能變身的人也能變身，但變身完一次就會死……也可能不會死」的「變身一發」，成功變身成Kaixa打敗了獅子型的操冥使徒。不過啟太郎雖然沒死，腰帶卻灰化了。（唯一一位主角側戴過「Kaixa的腰帶」卻沒死的角色。）
和巧一同前往營救真理，在撿拾巧故意掉落的武器時被巧甩掉後仰天働哭，之後再也沒有出場。
草加雅人 （くさか まさと）- 村上幸平（台灣CV：夏治世）
21歳。假面騎士Kaixa的變身者
雖然是人類解放軍唯一能有效對抗操冥使徒的戰力，但我行我素且獨善其身的個性，加上在食物短缺的居住區裡強制要求其他人好幾天份食物的行為，讓週遭雖然認同他的實力卻對他充滿了反感。本身對真理之外的人非常冷漠，幫助人類解放軍只是為了向真理證明自己才是救世主，而非真理所想的乾巧。
和TV版時相比，連披著優秀青年的外皮的意欲都沒有，自我中心的個性比TV版表現的更加露骨。
在真理有危機時出面迎戰Psyga（Leo），卻不敵而被殺。在故事初期便退出了舞台。
木場勇治 （きば ゆうじ）- 泉政行（台灣CV：于正昇）
夢想是人類和操冥使徒和平共存的馬操冥使徒。
因為誤殺了水原，被迫潛入SmartBrain總公司奪取「帝王的腰帶」。行動中中了SmartBrain的詭計，誤以為真理設計害死其好友長田結花及海堂直也，成為假面騎士Orga的變身者。與Faiz決戰後，將原本放棄的夢想寄託在巧身上，挺身用必殺技『Orga St-Rush』救助真理，受到犀牛操冥使徒（激情態）的毒針攻擊而死去。
長田結花 （おさだ ゆか）- 加藤美佳（台灣CV：許淑嬪）
木場的夥伴，鶴操冥使徒。劇中展現出電視版未出現的二段變化而有飛行能力。
和木場一起奪取「帝王的腰帶」時，中了SmartBrain所佈的陷阱，遭到犀牛操冥使徒（激情態）的攻擊而死。與電視版不同，和海堂是兩情相悅，但因為海堂個性的關係，在最後一刻才彼此坦白。
海堂直也 （かいどう なおや）- 唐橋充（台灣CV：吳文民）
木場的夥伴，蛇操冥使徒。
和電視版相同，是個口是心非，態度兇惡，內心卻很溫柔的人。與結花同樣死於SmartBrain的陷阱，被犀牛操冥使徒（激情態）活活吞掉。
村上峡児（むらかみ きょうじ）- 村井克行（台灣CV：陳旭昇）
SmartBrain的社長。只剩下頭部，一直待在維生裝置裡。最後因處刑秀和「帝王的腰帶」完全失敗而被SmartLady執行死刑——壓碎。
SmartLady（スマートレディ）／假园田真理 - 栗原瞳／芳賀優里亞（台灣CV：楊凱凱）
SmartBrain的公關及代言人，透過蝴蝶監視著木場們的行蹤，可以变成别人的摸样，比如能够变化成園田真理來欺騙木場勇治。

### 劇場版新登場人物
Mina（ミナ） - 黒川芽以  幼少期：志田未来（台灣CV：許淑嬪）
巧的另一個身份—「隆」，的伙伴。和隆是青梅竹馬，兩人一起以手工製鞋維生。打扮和個性都很像男孩子，暗戀著隆。在水原的襲擊下庇護巧而中槍，最後在巧的懷中看著自己穿紅舞鞋和巧跳舞的幻影，含笑而終。
其實巧身為隆的兒時記憶，全部都是Mina的父親偽造的。Mina的父親擔心自己死後Mina會無依無靠，故操作偶然撿到，昏迷不醒的巧的記憶，讓巧以「隆」的身份陪在Mina身邊。
水原（みずはら） - 速水直道（台灣CV：吳文民）
人類解放軍的首領，為了當上救世主不擇手段。
硬是潛入SmartBrain總公司搶奪「帝王的腰帶」使得與他同行的夥伴全滅。不惜謀害巧，錯殺Mina也要奪取「Faiz的腰帶」。最後在襲擊木場想奪回「Faiz的腰帶」時，自己害死自己。
野村（のむら） - 大高洋夫（台灣CV：符爽）
人類解放軍的武器開發者，但大多數的發明品都不實用。做出「變身一發」這種神奇的藥物。
LEO（レオ） - 何潤東（台灣CV：于正昇）
村上社長的部下，外國人，假面騎士Psyga的變身者。
以壓倒性的實力打倒了Kaixa（草加），最後卻敗在Faiz的手上。
劇中沒有出現過完整的操冥使徒型態，只有指尖變的像觸手一般刺擊人類的心臟。
史上第一位由非日本人飾演的假面騎士變身者。台詞除了「變身」是日語外都是英文。
SmartBrain的黒幕（スマートブレインの黒幕） - 納谷悟朗、加藤精三、飯塚昭三（台灣CV：夏治世、于正昇、符爽）
村上社長的上司，Smart Brain公司的真正支配者。

## 新登場假面騎士
與電視版相同，本作登場的假面騎士，也是指裝備由SmartBrain開發的戰鬥用強化服的人物。
SmartBrain以回收的「Delta的腰帶」為基礎 ，新製作出兩條「帝王的腰帶」。分別是「天之腰帶-Psyga」和「地之腰帶-Orga」。

### 假面騎士天帝
幪面超人 Psyga（仮面ライダーサイガ，Masked Rider Psyga）。

#### 歷任使用者
- Leo（官方認定持有者）

#### 用具 （Psyga Gear）:
- SB-315B Psyga Driver（變身腰帶）

整套Psyga Gear的主體。正面有Psyga Phone的插座，裝上輸入變身碼的Psyga Phone，腰帶會隨著變身手機「Complete〈動作完成〉」的語音讓使用者變身成Psyga。腰带在最终战时被Faiz击碎。
- SB-315P Psyga Phone（摺蓋式鍵控變身手機）

整套Psyga Gear的核心，外型為摺蓋式手機，平時功能和一般手機無異，輸入特定的數字再按下Enter可啟動各種功能。
- SB-315F Flying Attacker (フライングアタッカー) (飛行攻擊者)

Psyga的專用道具為飛行用背包，最高時速820km，最高爬升高度5000m。擁有能和Faiz Axel Form以高速纏鬥的性能。
除了飛行用之外，也備有砲擊模式「Booster Rifle mode（ブースターライフルモード）」。Booster Rifle mode是以光子火神砲為主要武裝，使用時一樣可以飛行，可再細分成Rifle mode（ライフルモード）和Single mode（シングルモード）。
- SB-315T Tonfa Edge（トンファーエッジ）

Flying Attacker將操縱桿拔出，展開成勾棍刃的「Tonfa Edge mode」。因為操縱桿被當武器使用，既無法飛行，也無法射擊。
此裝備不需要解除變身也可以卸下，也可以變身的同時直接裝備好。

#### 變身模式
| 型態名稱 | 簡介                                                                  | 外觀                                                                      | 能力 |
| 通常形態 | 身高:193cm 體重:98kg 拳擊力:3.5t 踢擊力:8t 跳躍力:40m 跑力:100m/5.5秒 | 代號為希臘文字的Ψ，白底藍邊紫眼的騎士，光子流的功率介於Kaixa和Delta之間。 | 變身碼與別稱為「315」，主要武器Flying Attacker，是為了應對空中作戰而開發，因此劇中有許多飛行的場景。除擁有出色的機動性與制空能力，還能拆下變成拐型武器Tonfa Edge。 |

- 必殺技

被Psyga必殺技打倒的奥菲爾諾，會浮現出紫色的火焰。
- Psyga Slash (天帝拐刃)

必殺技Exceed Charge為使用Tonfa Edge的勾棍刃給予對手致命一擊。(雜誌對此必殺技的稱呼，正式名稱則不明)
- Cobalt Smash (鈷藍電鑽)

Psyga的Rider Kick，劇中並未使用。
- Sky Impact (天空重擊)

Psyga的對空技，劇中並未使用。

### 假面騎士地帝
幪面超人 Orga（仮面ライダーオーガ，Masked Rider Orga）。
- 其光子框架內流動的光子流比Psyga多出一倍，而且最大出力尚是未知之數，因此對於變身者的資質需求極高，不適格者變身時就會即時死亡。

#### 歷任使用者
- 木場勇治（官方認定持有者）

#### 用具 （Orga Gear）:
- SB-000B Orga Driver（變身腰帶）

整套Orga Gear的主體。正面有Orga Phone的插座，裝上輸入變身碼的Orga Phone，腰帶會隨著變身手機「Complete〈動作完成〉」的語音讓使用者變身成Orga。腰帶在最終戰時被板齒犀屬奥菲爾諾粉碎。
- SB-000P Orga Phone（摺蓋式鍵控變身手機）

整套Orga Gear的核心，外型為摺蓋式手機，平時功能和一般手機無異，輸入特定的數字再按下Enter可啟動各種功能。
- SB-000S Orga Stlanzer（オーガストランザー）

平時以短劍姿態掛Orga右側腰上，在插入Mission Memory後能從短劍模式變換成長劍模式。短劍模式附有槍的功能。

#### 變身模式
| 型態名稱 | 簡介                                                                   | 外觀 | 能力 |
| 通常形態 | 身高:202cm 體重:101kg 拳擊力:4.5t 踢擊力:9t 跳躍力:38m 跑力:100m/5.6秒 | 代號為希臘文字的Ω為原型設計，黑底金邊紅眼的騎士。光子流為已知功率最高的金色。外觀上像穿了一件黑色長袍。 | 變身碼與別稱為「000」，主要武器Orga Stlanzer， 相對於以機動力為主的Psyga，Orga主要的性能偏向壓倒性的力量，防禦力在理論上於最高出力時甚至可以抵禦太陽表面的超高溫。 |

- 必殺技

Orga Slash（オーガストラッシュ)
長槍會放出設定上可無限伸長的金色光子血液之刃，以此斬殺或刺擊敵人。劇中木場以此招和乾巧（Faiz Blaster Form ）的Blaster Crimson Smash對抗，飛濺出的衝擊餘波甚至將作為決戰舞台的體育館整個劈開。

## 製作團隊
- 原作 - 石之森章太郎
- 監督 - 田崎竜太
- 脚本 - 井上敏樹
- 撮影 - 松村文雄
- 照明 - 斗沢秀
- 美術 - 大嶋修一
- 音楽 - 松尾早人
- 動作指導 - 宮崎剛（Japan Action Enterprise）
- 特撮監督 - 佛田洋

## 主題歌
Justiφ's -accel mix-
作詞 - 藤林聖子　作曲 - 佐藤和豊　編曲 - 三宅一德　歌 - ISSA (DA PUMP)

## 小説版
劇場版小說『555（Faiz）』［555（ファイズ）］於2003年8月25日由角川書店出版（桜庭一樹著）。

## 萬人紀錄
萬人假面騎士
本作品的賣點之ㄧ，是有號稱總數一萬名的量產假面騎士，萊歐騎兵（ライオトルーパー/Raio Trooper）組成的SWAT部隊出場。不過實際上是拉遠鏡頭和CG特效合成的成果，並非真的製作了一萬套的萊歐騎兵戲服。
萬人臨時演員
本作品真正達成萬人紀錄的是「臨時演員」的數目。製作單位對大眾舉行了臨時演員的招募，號招假面騎士的愛好者一起參與最後場景，埼玉超級競技場決戰的拍攝，最後從申請的九萬多人中選出約一萬多位參加2003年6月23日的攝影。在電影結尾的工作人員列表中，以這一萬人中的3794人的名字排成了「THANK YOU!」字樣。（在導演剪輯版則是排成「SEE YOU AGAIN!」）。此電影片尾工作人員列表上的名字數目，曾向金氏世界紀錄申請世界第一，也是目前假面騎士電影中出演人數最多的。

## 影像出版
日版
555 Report  劇場版「假面騎士555 Paradise Lost」Making （555リポート 劇場版『仮面ライダー555 パラダイス・ロスト』メイキング）（DVD發行：2005年8月8日）
收錄拍攝紀錄，製作人員和演員的訪談。
劇場版  假面騎士555 Paradise Lost （劇場版 仮面ライダー555 パラダイスロスト）（DVD發行：2004年1月21日、BD發行：2009年6月21日）
收錄故事本篇和影像特典（資料集、製作發表會和首映會影像等等）。初版再加附特製Trading Card三張。
劇場版  假面騎士555 Paradise Lost  Director's Cut版 （劇場版 仮面ライダー555 パラダイス・ロスト ディレクターズカット版）（DVD發行：2004年5月21日）
收錄追加未公開片段的導演剪輯版和TV Sport PR。附加光碟內為影像特典（公開試映會、涉谷HMV Talk show、公開前夜祭影像等等）。
台版
假面騎士555-消失的天堂DVD (劇場版)
由木棉花國際代理發行

## 註解
1. 1 2  木場在撿取水原搶奪來的「Faiz的腰帶」時，被水原用手榴弹襲擊，導致馬操冥使徒的劍被炸飛過去插死水原，木場在拔劍的瞬間被人類解放軍的成員目擊而被排斥。
2. ↑  參照劇場版前傳設定『MASKED RIDER 555 EDITION - ロスト・ワールド -』。
3. ↑  . 東映ヒーローネット.   [2014-03-19]. （原始内容存档于2014-03-30） （日语）.
4. ↑  加上一般工作人員和各種團體，總數為4070
5. ↑  . サンケイスポーツ. 2003-03-09  [2008-09-28]. （原始内容存档于2005-03-06） （日语）.

## 関連項目
- 特撮
- 假面騎士555
- 假面騎士系列